# Karim Abed
Pour les articles homonymes, voir Abed.
Karim Abed est un arbitre fédéral français de football né le 18 décembre 1988 à Brignoles. Il représente la ligue de Méditerranée et est licencié à A.S. Brignoles.

## Début
Karim Abed a joué au foot jusqu'à l'âge de 16 ans. À côté, il était arbitre bénévole sur des rencontres de jeunes pour aider son club de l'AS Brignole. Plus tard, Karim obtient son examen d'arbitre régional, mais doit arrêter le foot puisque le règlement interdit aux arbitres de jouer à partir d'un certain niveau.

## Biographie

### Carrière d'arbitre
Il bénéficie d'une « promotion accélérée » via une réforme de l'arbitrage datant de 2012 qui lui permet de passer les paliers deux par deux tous les ans. En 2013, il officie en Division d'Honneur. Nommé arbitre de la fédération un an plus tard, il ne reste que six mois en CFA-CFA 2, avant d'enchaîner par un semestre en National. Il est ensuite promu en 2015 en Ligue 2.
Il est promu en Ligue 1 et Arbitre Fédéral 1 le 1er juillet 2016,. Fin 2017, il est proposé au titre d'Arbitre International FIFA par la Fédération française de football. Il est promu officiellement le 1er janvier 2018 au Siège de la Ligue de football de Méditerranée à Aix-en-Provence.
Le 27 octobre 2019, il est désigné quatrième arbitre pour la finale masculine opposant le Qatar au Bahreïn lors des septièmes jeux mondiaux militaires de Wuhan.
Le 23 novembre 2019, il arbitre une rencontre de Super League entre le Servette FC et le FC Bâle au Stade de Genève dans le cadre d'un échange international.
Le 09 juin 2023 , il est rétrogradé en Fédérale 2 par la commission fédérale des arbitres (CFA) pour la saison 2023-2024,,.

## Statistiques*
*Comprenant les rôles d'arbitre central, arbitre assistant et arbitre VAR
| Catégorie                        | Nombres de matchs | Catégorie                             | Nombres de matchs |
| Ligue 1                          | 116               | UEFA Youth League                     | 3                 |
| Playoffs Ligue 1/Ligue 2         | 1                 | UEFA Nations League D                 |                   |
| Ligue 2                          | 66                | UEFA Nations League C                 | 1                 |
| National                         | 18                | UEFA Euro qualifying U19              | 5                 |
| National 3                       | 4                 | UEFA Champions League Qualification   | 1                 |
| Coupe de France                  | 27                | UEFA Conference League                |                   |
| Coupe de la Ligue                | 9                 | UEFA Conference League Qualification  | 1                 |
| UEFA Champions League            | 5                 | Éliminatoires Coupe du monde (Europe) |                   |
| Super League (Suisse)            | 1                 | UEFA Euro qualifying U21              | 4                 |
| UEFA Europa League               | 6                 | Amicaux internationaux                | 13                |
| UEFA Europa League Qualification | 5                 |                                       |                   |
| -------------------------------- | ----------------- | ------------------------------------- | ----------------- |